# El serpiente
El serpiente es una película franco-italo-alemana dirigida en 1973 por Henri Verneuil que cuenta cómo un funcionario ruso busca refugio en América a través de Francia en plena época de la Guerra Fría. La banda sonora fue compuesta por Ennio Morricone.  

## Sinopsis
Aleksey Teodorovic Vlassov (Yul Brynner) es un oficial de alto rango del KGB que deserta a Francia. Él tiene información altamente clasificada que forma parte de un acuerdo con la inteligencia occidental para su llegada a los Estados Unidos. La reunión se celebra en Langley con Allan Davies (Henry Fonda) y Philip Boyle (Dirk Bogarde) Vlassov está fuera de la lista de agentes enemigos en el Oeste de Europa incluyendo una profunda penetración dentro de la OTAN. 
Davies quiere comenzar las operaciones de retirada de los agentes, sin embargo, los de la lista de repente empiezan a morir. La CIA también tiene sospechas sobre la autenticidad de la petición de Vlassov. La CIA descubre que una foto de la deserción de Vlassov fue tomada en la Unión Soviética, y no en Turquía, a juzgar por los contornos de las montañas en el fondo de la foto. Vlassov también engaña las pruebas del detector de mentiras dando respuestas falsas a las preguntas formuladas por la CIA durante la prueba.